# Solea heinii
A Solea heinii a csontos halak (Osteichthyes) főosztályának a sugarasúszójú halak (Actinopterygii) osztályába, ezen belül a lepényhalalakúak (Pleuronectiformes) rendjébe és a nyelvhalfélék (Soleidae) családjába tartozó faj.

## Előfordulása
A Solea heinii elterjedési területe az Indiai-óceán.

## Életmódja
Ez a halfaj trópusi állat, amely a tengerfenéken él. A partmenti részeket kedveli.